# Глас, Бентли
Бентли Глас (англ. Hiram Bentley Glass; 17 января 1906, Китай — 16 января 2005, Боулдер, штат Колорадо) — видный американский генетик и преподаватель.
Член Национальной академии наук США (1959).

## Биография
Родился Бентли Глас 17 января 1906 года в Китае. Вскоре после рождения переехал в США и в 1921 году, в возрасте всего лишь 15 лет стал студентом Университета Бэйлора, который окончил в 1926 году. Он был глубоко одарённым ребёнком и поэтому так рано пошёл в ВУЗ. Спустя 2 года после окончания, администрация Университета Бэйлора пригласила его на должность преподавателя, где он работал год. С 1934 по 1938 год работал преподавателем в Стефенском колледже в штате Миссури, с 1938 по 1947 год преподавал в Колледже Балтимора, с 1947 по 1952 года преподавал в Университете Дж. Хопкинса. В 1952 году был избран профессором Университета Дж. Хопкинса и проработал вплоть до 1965 года. В 1965 году избран на должность профессора Университета штата Нью-Йорк в Стоуни-Бруке и проработал в данной должность вплоть до 1990-х годов. Бентли Глас прожил очень долгую и плодотворную жизнь и внёс значительный вклад в развитие генетики США.
Скончался 16 января 2005 года в Боулдере.

## Научные работы
Основные научные работы посвящены генетике человека и дрозофилы, изучению действия генов-супрессоров, генетике резус-фактора крови, истории генетики.

## Редакторская работа
- 1944—86 — редактор журнала The Quarterly Review of Biology.
- 1953 — редактор журнала Science.

## Членство в обществах
- Член Американской академии наук и искусств.
- Член Национальной академии наук США.
- Член Чехословацкой академии наук.
- 1954—56 — президент Американского института биологических наук.
- 1965—71 — вице-президент Национальной академии наук США.